# タイガー 伝説のスパイ
『タイガー 伝説のスパイ』（タイガー でんせつのスパイ、Ek Tha Tiger）は、2012年のインドのヒンディー語ロマンティック・スパイ映画。ヤシュ・ラージ・フィルムズが製作する「YRFスパイ・ユニバース」の第1作目であり、カビール・カーンが監督を務め、アーディティヤ・チョープラーが製作を手掛けた。サルマーン・カーンとカトリーナ・カイフが主演を務め、ランヴィール・ショウリー、ギリーシュ・カルナード、ロシャン・セス、ガヴィ・チャハルが共演している。パキスタン軍統合情報局(ISI)の女スパイに恋をしたインド研究分析局(RAW)のスパイの葛藤と逃避行を描いており、2017年には続編『タイガー 甦る伝説のスパイ』、2023年には『タイガー 裏切りのスパイ』が公開された。
2010年後半からプリプロダクションが始まり、2011年9月から2012年6月にかけて5か国で主要撮影が行われた。公開は2012年6月を予定していたが、独立記念日の8月15日に変更された。映画はアクションや撮影技術、音楽などの面で様々な評価を受け、興行収入は32億ルピーを記録した。

## ストーリー
研究分析局(RAW)の諜報員タイガーは、パキスタン軍統合情報局(ISI)に内通した裏切り者ラビンダルを抹殺するためイラクに派遣される。首尾よくラビンダルの抹殺に成功したタイガーはニューデリーのRAW本部に帰還し、シェノイ局長から新たな任務を与えられる。管理官のゴーピーと共にダブリンに赴任したタイガーは、ミサイル迎撃システムの情報を横流ししているという疑いをかけられているトリニティ・カレッジのキドワイ教授を監視するため、作家に扮装してキドワイとの接触を図り、その中でキドワイの自宅に通っている学生ゾヤと親しくなる。タイガーはゾヤが参加するキドワイ主催の学内演劇に招待されるが、何者かに襲撃されてしまう。数日後、演劇観賞に向かう途中で襲撃者と遭遇したタイガーはダブリン市内を追跡するが、襲撃者に逃げられてしまう。そのまま劇場に向かったタイガーだったが、ゴーピーから連絡を受けてキドワイの自宅に向かい、そこでゾヤの正体がISIの諜報員だったことに気付く。タイガーはゾヤを殺そうとするが、ISI諜報員のフェローズに襲われ、彼を返り討ちにしてゾヤに手を引くように伝え、その場を立ち去る。
インドに帰国したタイガーは内勤業務を希望し、同僚のバッガと共にパキスタンの暗号通信の解読作業を進めるが、通信の中にゾヤからのメッセージを発見する。彼はゾヤが代表団の一員として国際連合の外相会合に出席することを知り、シェノイ局長を説得してインド代表団に加わり開催地のイスタンブールに向かう。再会したタイガーとゾヤは互いの想いを告げ、組織を抜けて駆け落ちすることを決意する。離脱を知ったRAWとISIは2人を確保しようとするが、ゾヤの偽情報に騙されて確保に失敗してしまう。追跡を振り切った2人はハバナに潜伏するが、金目当てに襲ってきた強盗を撃退した時の姿が市内の監視カメラ録画され、その映像からRAWとISIに居場所を特定されてしまう。2人はハバナを離れる準備を進めるが、ISIアブラール大尉とキューバ革命警察隊に発見され逃走を図るが、ゾヤが捕まってしまう。タイガーはゴーピーと接触して「ゾヤがISIを裏切りRAWに協力を申し出ている」と偽り、彼のチームを引き連れて彼女の救出作戦を実行する。
ISIの護送車両を襲撃したタイガーはゾヤを救出し、同時にゴーピーたちを振り切って逃走する。逃走の途中で軽飛行機を発見したタイガーはゾヤを乗せて脱出しようとするが、ゴーピーやアブラールたちが迫ってきたため、彼女に操縦を任せて追手を妨害する。追手の車両を走行不能にしたタイガーは軽飛行機に向かい、ゴーピーに銃撃され負傷しながらも脱出に成功する。脱出後、タイガーはシェノイ局長に連絡を取り、「RAWとISIが必要とされなくなった時に自分たちは戻ってくる」と告げる。その後、ヴェネツィア、ケープタウン、チューリッヒ、ロンドンで2人の姿が目撃されたものの、RAWとISIの捜索にもかかわらず、2人の行方はつかめなくなってしまう。

## キャスト
※括弧内は日本語吹替
- アヴィナーシュ・シン・ラートール（タイガー） - サルマーン・カーン（モアイ岩下）
- ゾヤ - カトリーナ・カイフ（アナンド雪）
- ゴーピー・アールヤ - ランヴィール・ショウリー（英語版）（大宮健司）
- アンワル・キドワイ教授 - ロシャン・セス
- アジット・シェノイRAW局長 - ギリーシュ・カルナード（英語版）（佐々健太）
- アブラール大尉 - ガヴィ・チャハル（英語版）

## 製作

### 企画
カビール・カーンがヤシュ・ラージ・フィルムズの新作アクション映画の監督に起用され、彼はシャー・ルク・カーンに脚本を持ち込み出演を依頼した。シャー・ルク・カーンは脚本に興味を示したものの、『闇の帝王DON 〜ベルリン強奪作戦〜』『命ある限り』の撮影スケジュールと重なっていたため辞退している。このため、2010年11月に完成していた脚本は大幅な変更を余儀なくされた。2011年5月に映画のタイトルが「Ek Tha Tiger」であることが明かされ、同時にサルマーン・カーンとカトリーナ・カイフが出演することが複数のメディアで報じられた。サルマーン・カーンは『タイガー 伝説のスパイ』に出演するために弟ソーヘル・カーンと共に企画を進めていた『Sher Khan』の製作を中断している。報道によるとサルマーン・カーンは出演料として3億2000万ルピーを受け取ったという。カトリーナ・カイフがアクション映画に出演するのは2008年の『Race』以来であり、彼女はスタントマンを用いず自身でアクションシーンを演じている。2012年4月にランヴィール・ショウリーの出演が決まり、同年8月にはパンジャーブ語映画で活動していたガヴィ・チャハルの出演も決まった。この間、5月3日には主要キャストの宣伝写真が撮影された。

### 撮影
当初、2011年7月から主要撮影が開始されると報じられていたが、ヤシュ・ラージ・フィルムズは予算上の都合で製作が遅れることを明かした。同年8月からダブリンで撮影が始まったが、サルマーン・カーンが三叉神経痛の治療のためにアメリカ合衆国に渡航したことや、アイルランドの現地スタッフが撮影条件や賃金未払いなどの問題でストライキを起こしたことが原因で撮影が一時中断した。同年9月からイスタンブールやシリア・イラク間の国境付近で撮影が行われたが、国境付近での撮影の際にトルコ陸軍から不法行為を疑われ、スタッフが一時身柄を拘束されている。同月10日から10月14日にかけて再びダブリンで撮影が行われ、テンプルバーではサルマーン・カーンとランヴィール・ショウリーの出演シーンが撮影された。当時、アイルランド映画委員会とアイルランド観光庁はヒンディー語映画のロケ地誘致を進めており、ヤシュ・ラージ・フィルムズの「新しい風景を目にすることが好きなインドの観客の好奇心を満たしつつ、映画を国際的な作品に仕上げ、インド国外の人々とボリウッドが結ばれること」を目指す方針が一致したことでダブリンがロケ地として選ばれたという。また、ダブリン市議会、トリニティ・カレッジ、ダブリン市内の諸機関での撮影に際しては無料ビザの発給や税制優遇措置が採られるなど、費用面での援助を受けている。
2012年に入ると脚本の書き直し作業のため撮影が中断され、これに伴い香港での撮影が白紙化され、代わりに3日間の日程でデリーで撮影が行われた。その後はバンコクで撮影が行われ、同年6月に撮影が終了した。アクションシーンの撮影には『ボーン・アイデンティティー』のスタント監督が起用され、サルマーン・カーンは役作りのために「ダーティ・ランニング」と名付けられたフィットネス・プログラムを30日間実施した。また、カトリーナ・カイフはノーメイクで撮影に参加している。ハバナのマレコン通り、ラ・チョレラ塔、ビエハ広場、ハバナ大聖堂では「Lapaata」の歌曲シーンが撮影された。『タイガー 伝説のスパイ』はキューバで撮影された最初のヒンディー語映画であり、サルマーン・カーンは宣伝の一環として同国の観光会社のプロモーションビデオにゲスト出演している。

### 音楽
サウンドトラックに収録された8曲のうち6曲の作曲はソーヘル・セーンが手掛け、エンドロールの「Mashallah」とリミックス版の作曲はサジード＝ワジドが手掛けた。また、映画音楽の作曲はジュリアス・パッキアムが担当している。作詞はニーレシュ・ミシュラー、アンヴィタ・ダット、カウサル・ムニールが手掛け、2012年6月27日にYRFミュージックからサウンドトラックがリリースされた。ワジード・カーンとシュレヤ・ゴシャルが歌手を務めた「Mashallah」は人気を集め、映画の上映期間中の音楽チャートで第1位を維持し続けた。

## マーケティング

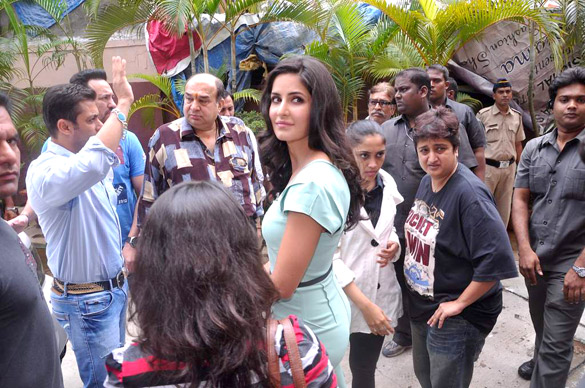
「Mashallah」リリース・イベントに出席するサルマーン・カーンとカトリーナ・カイフ

2011年8月に映画ポスターが公開され、2012年5月には劇場用予告編が『Ishaqzaade』の上映に合わせて公開された。予告編はYouTubeで公開され、2日間で再生回数が100万回を超え、当時のヒンディー語映画の最高記録を更新した。また、プロモーションの一環として映画製作の舞台裏の映像が公開され、トリニティ・カレッジに在籍する南アジアの学生や講師、『タイガー 伝説のスパイ』のスタッフへのインタビュー映像も同時に公開された。その後はニューデリー、アフマダーバード、ラクナウで主要キャストがプロモーション・ツアーを実施し、サルマーン・カーンとカトリーナ・カイフはサムズ・アップとプロモーション契約を結び、同社のコマーシャルに出演した。2012年半ばからはムンバイ、ハイデラバード、カーンプル、プラヤーグラージ、アーグラ、メーラト、ガーズィヤーバードでもプロモーション・ツアーが行われた。
また、映画を題材とした漫画が全2巻で発売され、この漫画には『タイガー 伝説のスパイ』のほかにヤシュ・ラージ・フィルムズ製作の『Hum Tum』のキャラクターが登場している。第1巻『Ek Tha Tiger: Mahasagar Ki Suraksha』は2012年7月に発売され、11月には第2巻『Ek Tha Tiger: Web Mein Pakra Gaya!』が発売されている 。漫画はキャラクターデザインは高く評価されたものの、プロットや物語のテンポについては批判されている。

## 公開

### 劇場上映
2012年8月15日の独立記念日に合わせて劇場公開された。上映スクリーン数は3300スクリーンであり、同年12月に『ダバング2』（3700スクリーン）に抜かれるまでの間、ヒンディー語映画の歴代最高上映スクリーン数記録を保持した。海外市場では550スクリーンで上映されたが、主要市場であるパキスタンでは、映画における同国の描写が否定的なものだったことから上映されなかった。これに対してカビール・カーンは「映画は反パキスタン感情を扇動するものではない」と抗議したものの、上映禁止の決定は覆らなかった。日本では2013年3月7日に東京でプレミア上映が行われた後、4月20日から70スクリーンで公開となり、当時のヒンディー語映画としては歴代最高の日本上映スクリーン数を記録した。『タイガー 伝説のスパイ』のオープニング週末興行収入の6割は事前予約によるものだった。2012年8月15日から9月3日にかけてダブリン・シネワールドでも上映され、上映期間中はチケットの完売が相次ぎ、一部の劇場ではチケット代の値上げが実施された。また、同年9月にはトリニティ・カレッジでも上映され、映画・演劇を学ぶ学生たちとカビール・カーンとのディスカッションも開催された。
公開の6日後にはアイルランド観光庁のFacebookアカウントのフォロワー数が1万人から2万3000人に増加し、1年後には9万人に増加した。アイルランド中央統計局は『タイガー 伝説のスパイ』公開以降、海外からの観光客が増加したことを報告しており、運輸・観光・スポーツ大臣レオ・バラッカーは『タイガー 伝説のスパイ』が将来実現するであろうプロジェクトの「基礎を築いた」と評価している。
映画の公開後、脚本家アーナンド・パンダが脚本家協会の支援を得て『タイガー 伝説のスパイ』を著作権侵害を訴え、カビール・カーンとアーディティヤ・チョープラーに対して詐欺・背任行為・著作権侵害に関する犯罪被害報告書が送付された。その後、2人はボンベイ高等裁判所に反訴している。また、同年7月には「ブラック・タイガー」の異名で知られたRAW諜報員ラヴィンドラ・カウシクの甥が、「映画はラヴィンドラ・カウシクの人格と生涯をモデルにしている」として彼の名前をクレジットするように訴えを起こしているが、カビール・カーンは「映画はラヴィンドラ・カウシクとは無関係のものだ」と反論している。

### ホームメディア
2012年9月25日にDVD、10月9日にBlu-ray・Blu-ray 3D・Ultra HD Blu-rayがYRFホーム・エンターテインメントから発売された。Blu-rayには特典映像として舞台裏特集や未公開シーン、NGシーンが収録され、ドルビーTrueHD96Kアップサンプリングと英語・アラビア語字幕付きのドルビーサラウンド7.1も収録された。

## 評価

### 興行収入
劇場の座席占有率は8割以上を記録し、国内興行収入は26億3000万ルピー、海外興行収入は5億7000万ルピーを記録しており、合計興行収入は32億ルピーとなっている。公開初日の国内興行収入は3億3500万ルピー、オープニング週末の興行収入は5億7900万ルピーであり、当時の歴代最高記録を更新した。公開5日間で興行収入は10億ルピーを超え、2011年のサルマーン・カーン主演作『ボディガード』の記録（公開1週間で興行収入10億ルピー）を塗り替えた。また、2012年公開のヒンディー語映画年間興行成績第1位にランクインし、歴代興行成績は『きっと、うまくいく』に次ぐ第2位にランクインした。
海外市場ではパキスタンで上映禁止になったものの好調であり、公開5日間で3億6300万ルピーの興行収入を記録した。主要市場のオーストララシアでは6000万ルピーを記録し、内訳はオーストラリアが4300万ルピー、ニュージーランドが1700万ルピーとなっている。また、インド系・パキスタン系移民が多いアラブ首長国連邦では1億6500万ルピーの興行収入を記録し、北米では1億6800万ルピーの興行収入を記録している。このほか、イギリスでは1億3000万ルピーの興行収入を記録し、最終的な海外興行収入は5億7000万ルピーを記録した。これにより、『タイガー 伝説のスパイ』は海外市場で最も高い興行収入を記録したヒンディー語映画の一つとなった。

### 批評

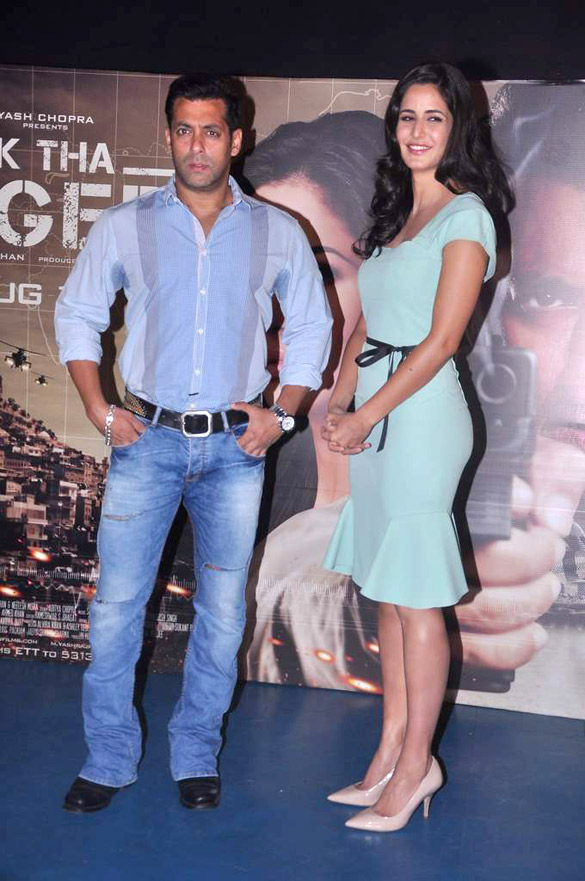
『タイガー 伝説のスパイ』プロモーション中のサルマーン・カーンとカトリーナ・カイフ

Rotten Tomatoesには16件の批評が寄せられ支持率75%、平均評価5.9/10となっており、批評家の一致した見解は「サルマーン・カーンとカトリーナ・カイフは、陽気な一方で時に堅苦しいロマンティック・アクション・スリラーで素晴らしい活躍を見せてくれる」となっている。多くの批評家は映画のフェミニズム的なテーマ性を絶賛しており、Ecranlarge.comのマルジョレーヌ・グートは3.5/5の星を与えて「囚われの乙女が華麗に反撃する轟音と映像、コミカルの饗宴」と批評している。『ヒンドゥスタン・タイムズ』のアヌパマ・チョープラーは3/5の星を与えてアクションシーンを絶賛し、カトリーナ・カイフの描写について「ヒンディー語映画のヒロインが、助けを待つだけの囚われの乙女でないことを喜ばしく思う」と批評した。また、『ミッド・デイ』のジャハーナヴィ・サマントは「『タイガー 伝説のスパイ』はスパイ・アクションなのか恋愛映画なのか判断がつかない」と指摘しており、『バラエティ』のロニー・シェイブは「カトリーナ・カイフはアクションヒロイン・デビュー作で印象的な演技を見せ、サルマン・カーンが見せる即断即決の行動力は、彼のマッチョな肉体美に深みを与えている」と批評している。
Rediff.comのラジャ・センは「カビール・カーンは盛り上がるのに時間がかかるものの、最終的には非常に効果的な音を立てたスパイ・スリラー映画『タイガー 伝説のスパイ』で野心を捨て去り、無難な中道の道を進むことを選択した」と批判し、ラジーヴ・マサンドも同様に「欠陥が多いものの、『タイガー 伝説のスパイ』は観るに堪えない映画という評価からは遠い場所にある。しかし、過度な期待は持つべきではない」と批判している。『ニューヨーク・タイムズ』のレイチェル・サルツはアクションシーンは高く評価する一方、恋愛描写については「タイガーとゾヤはカンフー・ストリートファイターとしては合格だが、スパイとしては説得力に欠け、紋切り型の恋人に過ぎない。互いの信頼関係を疑うことはなく、ほんの少し試されるだけである」と指摘し、『ガルフ・ニュース』のジョシュ・トゥーヒンも同様にサルマーン・カーンとカトリーナ・カイフのコンビネーションを称賛しつつ「アクションシーンではボディダブルの顔が映り込んでおり、とても褒められたものではない」と酷評している。

### 受賞・ノミネート
| 映画賞                                         | 部門                             | 対象                                                               | 結果       | 出典   |
| ---------------------------------------------- | -------------------------------- | ------------------------------------------------------------------ | ---------- | ------ |
| ピープル・チョイス・アワード・インディア       | フェイバリット作品賞             | 『タイガー 伝説のスパイ』                                          | 受賞       | [ 86 ] |
| ピープル・チョイス・アワード・インディア       | フェイバリット男優賞             | サルマーン・カーン                                                 | 受賞       | [ 86 ] |
| ピープル・チョイス・アワード・インディア       | フェイバリット女優賞             | カトリーナ・カイフ                                                 | 受賞       | [ 86 ] |
| ピープル・チョイス・アワード・インディア       | フェイバリット・アクション男優賞 | サルマーン・カーン                                                 | 受賞       | [ 86 ] |
| ピープル・チョイス・アワード・インディア       | フェイバリット歌曲賞             | 「Mashallah」                                                      | 受賞       | [ 86 ] |
| ピープル・チョイス・アワード・インディア       | フェイバリット・アクション映画賞 | 『タイガー 伝説のスパイ』                                          | ノミネート | [ 86 ] |
| ビッグ・スター・エンターテインメント・アワード | 作品賞                           | カビール・カーン、アーディティヤ・チョープラー                     | 受賞       | [ 87 ] |
| ビッグ・スター・エンターテインメント・アワード | トレーラー・フィルム男優賞       | サルマーン・カーン                                                 | 受賞       | [ 87 ] |
| ビッグ・スター・エンターテインメント・アワード | アクション映画女優賞             | カトリーナ・カイフ                                                 | 受賞       | [ 87 ] |
| ビッグ・スター・エンターテインメント・アワード | 音楽監督賞                       | サジード＝ワジード、ソーヘル・セーン                               | 受賞       | [ 87 ] |
| ビッグ・スター・エンターテインメント・アワード | アクション映画男優賞             | サルマーン・カーン                                                 | ノミネート | [ 87 ] |
| ビッグ・スター・エンターテインメント・アワード | ロマンティック映画男優賞         | サルマーン・カーン                                                 | ノミネート | [ 87 ] |
| ビッグ・スター・エンターテインメント・アワード | エンターテイニング男優賞         | サルマーン・カーン                                                 | ノミネート | [ 87 ] |
| ビッグ・スター・エンターテインメント・アワード | トレーラー・フィルム女優賞       | カトリーナ・カイフ                                                 | ノミネート | [ 87 ] |
| ビッグ・スター・エンターテインメント・アワード | ロマンティック映画女優賞         | カトリーナ・カイフ                                                 | ノミネート | [ 87 ] |
| ビッグ・スター・エンターテインメント・アワード | トレーラー映画賞                 | カビール・カーン、アーディティヤ・チョープラー                     | ノミネート | [ 87 ] |
| ビッグ・スター・エンターテインメント・アワード | アクション映画賞                 | カビール・カーン、アーディティヤ・チョープラー                     | ノミネート | [ 87 ] |
| ビッグ・スター・エンターテインメント・アワード | 監督賞                           | カビール・カーン                                                   | ノミネート | [ 87 ] |
| 第14回国際インド映画アカデミー賞               | 特殊効果賞                       | パンカジ・カーンドプル、シェリー・バルダ、ヴィシャール・アーナンド | 受賞       | [ 88 ] |
| ゴールデンケーラ賞                             | 最低監督賞                       | カビール・カーン                                                   | ノミネート | [ 89 ] |
| ゴールデンケーラ賞                             | Baawra Ho Gaya Hai Ke Award      | 『タイガー 伝説のスパイ』                                          | ノミネート | [ 89 ] |
| ガンタ賞                                       | 最低男優賞                       | サルマーン・カーン                                                 | 受賞       | [ 90 ] |
| ガンタ賞                                       | 最低女優賞                       | カトリーナ・カイフ                                                 | ノミネート | [ 90 ] |